# 芙蓉鎮

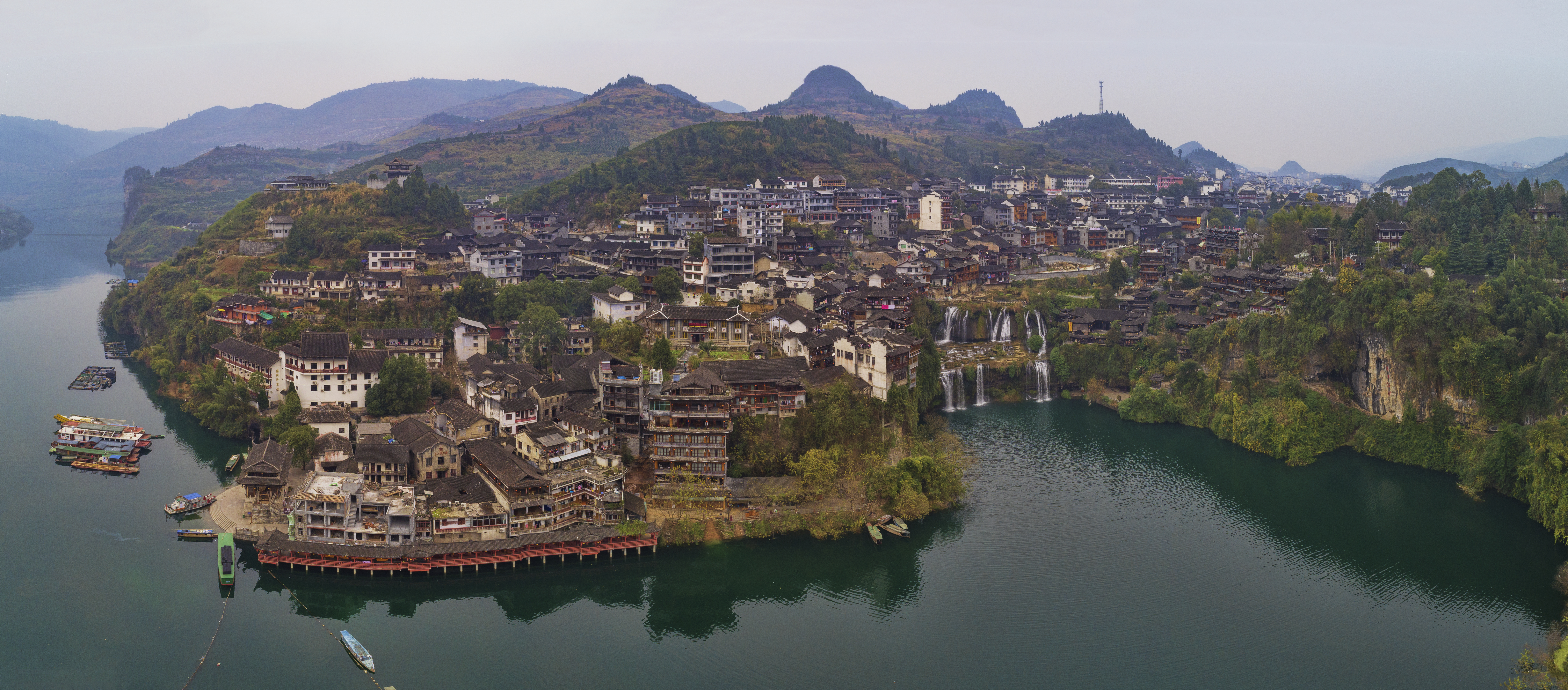
モデルである永順県芙蓉鎮

『芙蓉鎮』（ふようちん、拼音: Fú róng zhèn ）は、1987年の中国映画。監督は謝晋。古華の同名小説が原作。

## 概要
『芙蓉鎮』は、文化大革命期の混乱を生きた若い女性の辛苦に満ちた人生を描き出した映画である。1980～1990年代に現れた「傷痕ドラマ」 (zh:伤痕文学) の1つで、同期に受けたトラウマを描く。映画は上海映画作製所により制作された。
この映画は中国湖南省湘西トゥチャ族ミャオ族自治州永順県の鎮の1つ、王村鎮をロケ地に撮影されたが、これにより有名になった王村鎮は2007年、名を芙蓉鎮 (zh) に変更した。

## あらすじ
文化大革命直前の1963年、中国・湖南省の南にある小さな町、芙蓉鎮。器量好しで気立てのよい胡玉音（フー・ユゥーイン）は人気者で、夫婦で営む米豆腐の店はおおいに繁盛していた。玉音の元恋人で党員書記の黎満庚（リー・マングン）や、復員軍人で米配給主任の谷燕山（グゥー・イェンシャン）も玉音を支えてくれる。昼も夜も夫婦で必死で働いたおかげで、店を新築することもできた。
しかし1964年、四清運動のため、党から政治工作班が送り込まれ、反体制者や資本主義者を追及、やり玉にあげ始めた。班は、独身女性の李国香（リー・グォシャン）に率いられており、それを手伝う王秋赦（ワン・チウシャー）は、飲酒癖のために土地を失った貧農である。党の大会で最初に攻撃されたのは、民謡収集や党への批判を理由として1957年の反右派闘争の際に「五類分子」と断じられ、皆にさげすまれていた秦書田（チン・シューティエン）であった。次いで玉音夫婦も「新ブルジョワ分子」として吊るし上げに遭ってしまう。玉音を親戚の家に避難させても国香の追及はやまず、夫婦は家も仕事も財産も失い、黎書記や谷主任も攻撃の的になって自己批判を強制される（この時、谷には玉音との不倫の嫌疑がかけられるが、谷は朝鮮戦争での戦傷が原因で不能になっていた事が判る）。親戚の家から戻った玉音は、夫の黎桂桂（リー・グイグイ）が国香の命を狙ったとされて死んでしまったことを知らされる。
1966年に文化大革命が始まると、玉音や書田らだけでなく、李国香も「ニセ者の左派」さらに「身持ちの悪い女」（古靴を紐に連ねて首から掛けさせる描写があるが、これは中国のかなりの地方で「身持ちの悪い女」を見せしめにする時に行われる習慣である）として激しい攻撃にさらされる。一方で王は「文革の忠実な戦士」ともてはやされ、支部書記となっていた。玉音は書田とともに街路掃除人へと追いやられ、谷は酒びたりに、黎は玉音を裏切ることで生き延び王の秘書になっていた。
書田は自ら道化て見せ、玉音をかばい、その嘆きを受け止め、看病もしてくれた。復権した国香と王の密会に気付いて少々のいたずらをし、ささやかな復讐も果たす。絶望の底にいた玉音に、もう一度米豆腐を作る気力を取り戻させたのも書田であった。
玉音は書田の子を宿し、結婚の許可を求めるが、党上層部は不吉な白い対聯を書かせる。涙を流す玉音に、書田は「考え方次第だ、とにかく二人は夫婦と認められたのだ」と気付かせる。二人の「結婚式」に列席してくれたのは谷だけであった。しかしこの結婚は国香の不快を買い、書田は懲役10年の労働刑に、玉音は懲役3年のところ執行猶予で芙蓉鎮での労働刑に処せられる。書田は玉音に「豚になっても（何があろうとも）生き抜け」と言い残して労働改造に連行される。
大きなお腹で労働に耐える玉音をこっそり手助けしたのは、一度は彼女を見捨てた町の人々であった。玉音は、谷の手助けで生まれた子に谷軍（グゥージュン）と名付け、じっと耐えて見守り育てる。
1979年、文化大革命がようやく終わり、玉音の名誉は回復され、家もお金も返却される。帰ってきた書田と、再び芙蓉鎮に赴任してきた李国香が同じ船に乗り合わせたのは皮肉であった。まさにそのとき、芙蓉鎮党支部だった王の古い家が川に崩れ落ちてゆく。
玉音と書田の米豆腐の店は、15年前と同じように繁盛している。その前を、もはや正気を失った王が、「政治運動の始まりだ」と不気味な声を響かせながら通ってゆく。人々の表情には怒りも嘲りもなく、それぞれ言葉にならないまま動きをとめている。

## キャスト
- 劉暁慶（胡玉音）：映画の主人公。文化大革命の政治的混乱に巻き込まれる若い女性。
- 劉利年（黎桂桂）：玉音の最初の夫。
- 姜文（秦書田）：玉音と恋に落ちる右派「ブルジョワジー」。
- 徐松子（李国香）：芙蓉鎮の政治運動を取り仕切る党員。
- 祝士彬（谷燕山）：芙蓉鎮の幹部。復員軍人で玉音をサポートする。

## 受賞歴
- 金鶏奨：1987年
  - 作品賞
  - 主演女優賞 劉暁慶
  - 助演女優賞　徐寧
  - 美術賞　金綺芬
- 百花奨：1987年
  - 作品賞 — 他に2作品と同時受賞
  - 主演男優賞　姜文
  - 主演女優賞　劉暁慶
  - 助演男優賞　祝士彬
- カルロヴィ・ヴァリ国際映画祭：1988年
  - クリスタル・グローブ賞、グラン・プリ

## 原作訳
- 『古華「芙蓉鎮」 現代中国文学選集2』、杉本達夫・和田武司訳（徳間書店、1987年10月）